# Месягутово (Дуванский район)
Месягутово (баш. Мәсәғүт) — село, центр Месягутовского сельсовета и  Дуванского района Республики Башкортостан Российской Федерации.

## Этимология
Названия поселения происходит от башкирского личного имени (антропонима) Месягут.

## География
Село расположено на северо-востоке республики, в 233 км к северо-востоку от Уфы и в 72 км от железнодорожной станции Сулея Южно-Уральской железной дороги. Через населённый пункт протекает река Ай. Село находится на автомобильной трассе, соединяющей Уфу с Екатеринбургом.

## Климат
- Среднегодовая температура — +2,5°
- Годовая сумма осадков — 482 мм
- Абсолютный максимум — +41°
- Абсолютный минимум — -50°

| Показатель                                                                                                | Янв.  | Фев.  | Март  | Апр. | Май  | Июнь | Июль | Авг. | Сен. | Окт. | Нояб. | Дек.  | Год  |
| --- | ----- | ----- | ----- | ---- | ---- | ---- | ---- | ---- | ---- | ---- | ----- | ----- | ---- |
| Абсолютный максимум, °C                                                                                   | 6     | 8     | 19    | 30   | 36   | 38   | 41   | 38   | 33   | 25   | 15    | 6     | 41   |
| Средний суточный максимум, °C                                                                             | −9,9  | −8,7  | −0,7  | 9,9  | 19,2 | 23,6 | 24,9 | 22,4 | 15,9 | 7,1  | −0,9  | −7,5  | 7,9  |
| Средняя температура, °C                                                                                   | −13,7 | −13,5 | −7,1  | 4,2  | 12,2 | 17,1 | 18,8 | 16,3 | 9    | 3,8  | −5,5  | −11,2 | 2,5  |
| Средний суточный минимум, °C                                                                              | −18,9 | −17,4 | −10,5 | 0    | 5,4  | 10,3 | 12,3 | 10,1 | 5    | −0,6 | −8,7  | −16,1 | −2,4 |
| Абсолютный минимум, °C                                                                                    | −50   | −48   | −45   | −30  | −14  | −5   | 0    | −3   | −11  | −26  | −43   | −48   | −50  |
| Норма осадков, мм                                                                                         | 19    | 17    | 18    | 24   | 42   | 70   | 85   | 61   | 53   | 43   | 28    | 22    | 482  |
| Температура воды, °C                                                                                      | 0     | 0     | 0     | 3    | 12   | 18   | 20   | 18   | 12   | 4    | 0     | 0     | 7    |
| Источник: Погода и климат Термограф Справочник по климату СССР, выпуск 9, Гидрометеоиздат, Ленинград 1965 |       |       |       |      |      |      |      |      |      |      |       |       |      |

## История
Месягутово было основано государственными крестьянами из Сибирской губернии в 1750 году. В 1865 году население села составило 931 человек. Основные занятия местных жителей — земледелие и пчеловодство. В 1906 году в Месягутове располагалось волостное правление, церковь с церковно-приходской школой, две министерские школы, земская больница, три мануфактурные и пять бакалейных лавок.
До Октябрьской революции 1917 года Месягутово входило в Златоустовский уезд.
В 2002 году к нему были присоединены соседние деревни Загора и Сарты.

## Население
| 1970 | 1979  | 1989  | 2002  | 2010    | 2021    |
| ---- | ----- | ----- | ----- | ------- | ------- |
| 2902 | ↗6911 | ↗8266 | ↗9761 | ↗10 883 | ↗12 019 |

Национальный состав
Согласно переписи 2002 года, преобладающие национальности — русские (53 %), башкиры (27 %).
Согласно переписи 2020 года, преобладающие национальности — русские (50,9 %), башкиры (28,64 %), татары (16,75 %).

## Экономика
Производственные предприятия: молочный комбинат, мясокомбинат.

## Образование
В селе имеются 3 школы: лицей, гимназия  и республиканский лицей-интернат, педагогический колледж.
Филиал ГАПОУ РБ «Уфимский медицинский колледж» в с. Месягутово
ГБОПУ Дуванский многопрофильный колледж 
ГБПОУ Месягутовский педколледж 

## Средства массовой информации
Телевидение
- Первый канал;
- Россия 1 / ГТРК Башкортостан;
- БСТ;
- Россия К.

Радио
- 66,08 УКВ — (Молчит) Радио Маяк
- 66,86 УКВ — (Молчит) Радио России / ГТРК Башкортостан
- 68,60 УКВ — (Молчит) Радио Ашкадар
- 99,5 МГц — (ПЛАН) Радио Регион
- 102,3 МГц — Радио России / ГТРК Башкортостан
- 105,6 МГц — Радио Юлдаш
- 107,7 МГц — Спутник FM

## Религия
Православные храмы
- Ильинская церковь - памятник истории и архитектуры

Мечети
- Мечеть Аль-Ислам

## Известные уроженцы
Астальцев, Виктор Владимирович (29 декабря 1927 года — 8 декабря 1994 года) — живописец, заслуженный художник РСФСР (1989), член Союза художников СССР с 1964 года, участник Великой Отечественной войны.